# Castillo de Chevilly
El castillo de Chevilly (en francés: Château de Chevilly), es un château del siglo XVII con parque-arboreto y huerto-jardín botánico, con una extensión de 740 hectáreas en total, en Chevilly, departamento de Loiret, Francia. Chevilly se encuentra en la región de Centro, distrito de Orléans, cantón de Artenay, en la región natural de Valle del Loira.
El palacio castillo ha sido inscrito como monumento histórico desde el 23 de febrero de 1965.
El edificio, aunque próximo, no se halla dentro del Valle del Loira inscrito como Patrimonio de la Humanidad de la UNESCO.

## Historia
Este es un elegante palacio edificado en la tradición del clasicismo, que se encuentra al final del camino de entrada, una larga y hermosa avenida de castaños y plátanos.
Un palacio hecho para hacer recepciones, según el deseo del Marqués Jean Perrin Cypierre, el propietario del lugar hacia 1760. Este último había sucedido al caballero Estienne de Silhouette asesor de Luis XV, e hizo incrementar el pabellón del siglo XVII rehabilitado por su predecesor. El palacio de Chevilly (740 hectáreas de terreno, de los cuales 300 ha son de bosque) pertenece actualmente a los hermanos Bazin de Caix.

## Características
El castillo tiene un patio de comunes en el pabellón del siglo XVII. A la izquierda del palomar, los antiguos establos que albergan una colección de carruajes de caballos de 1860 a 1910. En el fondo, una antigua puerta se abre a una nevera excepcional descubrimiento realizado en 1950: de forma cónica con un magnífico arco, que tiene una profundidad de 10 m y tiene en su centro un pozo no utilizado. Por un portón se da acceso a una gran huerta y un huerto cuyas parcelas están divididas por setos de boj. En el fondo, un tanque de 300 m³ suministra agua para los pequeños estanques que fueron utilizados para regar las verduras: hasta 1955, el castillo era una finca de Chevilly que vivía en la autarquía con ovejas, caballos, vacas ... Por otro portón se accede a la parte trasera del castillo (parte del siglo VIII). Allí, se extiende un parque  « à la française » de 22 hectáreas. Se considera que aquí los alemanes habían instalado sus ametralladoras para defender la base de Bricy, situada en las proximidades. En el centro del parque se encuentra una rara haya de cobre (Fagus sylvatica var. 'Purpurea') y un hermoso conjunto de estatuas. En la parte posterior del castillo de columnas dóricas, se llevaron a cabo las recepciones del marqués de Cypierre.
Sin pasar por la casa, se llega a la capilla, construida en 1733. Esta tiene elementos notables, tribuna de madera, clasificada (MH), es uno de los mejores ejemplos de escultura decorativa de Luis XV. Desde el patio, observamos la habitación con balcón donde dormía el general Patton cuando estuvo en la zona en la Segunda Guerra Mundial.
El los interiores del castillo, se descubren en el pabellón del siglo XVII la gran cocina y su colección de piezas de cobre. Una escalera conduce a la entreplanta, donde se albergaba a los funcionarios: visitando las habitaciones de las empleadas en la casa y la del soldado que alberga objetos de la guerra de 1870 y una pequeña biblioteca.

El castillo fue objeto de una inscripción como monumento histórico desde el 23 de febrero de 1965.

## Parque del palacio de Chevilly
Alberga un parque botánico arbolado de 22 hectáreas con árboles centenarios, con grandes árboles majestuosos (tilos, cedros, hayas, fresnos, robles, Ginkgo biloba, Styphnolobium japonicum, Maclura pomifera, Liriodendron tulipifera, Magnolia grandiflora, ciprés calvo,  carpes) ... con el correspondiente sotobosque donde se puede observar narcisos, Primula elatior, Anemone ranunculoides, Scilla bifolia, ciclamenes o azafranes según las estaciones del año.
Incluyendo la doble avenida de los tilos y de castaños, sino también robles, carpes, olmos, fresnos ... y el hogar de unas 68 especies de aves, entre otras Erithacus rubecula, Sitta europaea, Coccothraustes coccothraustes, Certhia brachydactyla, Dendrocopos major..., y ardillas.
Así nismo se encuentra el huerto « à la française » donde los senderos de los cuadros de cultivo están bordeados de boj y frutales.